# Турбуреа (Валча)
Турбуреа (рум. Turburea) насеље је у Румунији у округу Валча у општини Градиштеа. Oпштина се налази на надморској висини од 360 m.

## Становништво
Према подацима из 2002. године у насељу је живело 355 становника, од којих су сви румунске националности.